# Díocles de Siracusa
Díocles (grec antic: Διοκλῆς) fou un estadista de l'antiga Grècia, natural de Siracusa, que és famós pel seu codi de lleis.
Tucídides no esmenta el seu nom, però segons Diodor de Sicília fou el que va proposar el decret per executar als atenesos Demòstenes i Nícies, i el considera el més gran dels demagogs de Siracusa. Sembla que vers el 413 aC era el cap del partit popular o democràtic, oposat a Hermòcrates, i que va prendre el poder en una revolució el 412 aC i hom li va encarregar, juntament amb altres ciutadans, d'establir un nou codi de lleis. Les seves aportacions van ser més importants que les dels altres, i el codi va ser anomenat «Codi de Díocles». No es coneixen els detalls, però va ser lloat per Diodor per les seves concrecions: diu que distingia perfectament entre les diferents ofenses i assignava a cadascuna el seu càstig. Va continuar com a codi civil a Siracusa i altres ciutats de Sicília fins que l'illa va ser sotmesa al dret romà.
La prohibició del partit oligàrquic d'Hermòcrates el 410 aC i el desterrament del seu líder va deixar a Díocles les mans lliures. El 409 aC va dirigir les forces siracusanes enviades per ajudar d'Hímera (assetjada per Hanníbal Magó), però es va haver de retirar amb molta rapidesa, sense ni poder enterrar els seus morts, cosa que va provocar el descontentament a la ciutat de Siracusa. Hermòcrates, llavors, va tornar a Sicília, va derrotar en diversos enfrontaments els cartaginesos i va poder recuperar les restes dels caiguts a Hímera, que foren enterrats amb honor. Això va donar molta popularitat a Hermòcrates, i Díocles fou enderrocat per una revolució el 408 aC i desterrat.
No sembla que tornés més al poder, i probablement va morir poc després.